# Allopotamon tambelanense
Allopotamon tambelanense е вид ракообразно от семейство Potamidae.

## Разпространение
Видът е разпространен в Индонезия.